# تشنار (مقاطعة فسا)
تشنار (بالفارسية: چنار) هي قرية تقع في قسم صحرارود الريفي في إيران. يقدر عدد سكانها بـ 160 نسمة بحسب إحصاء 2016.